# Sexau

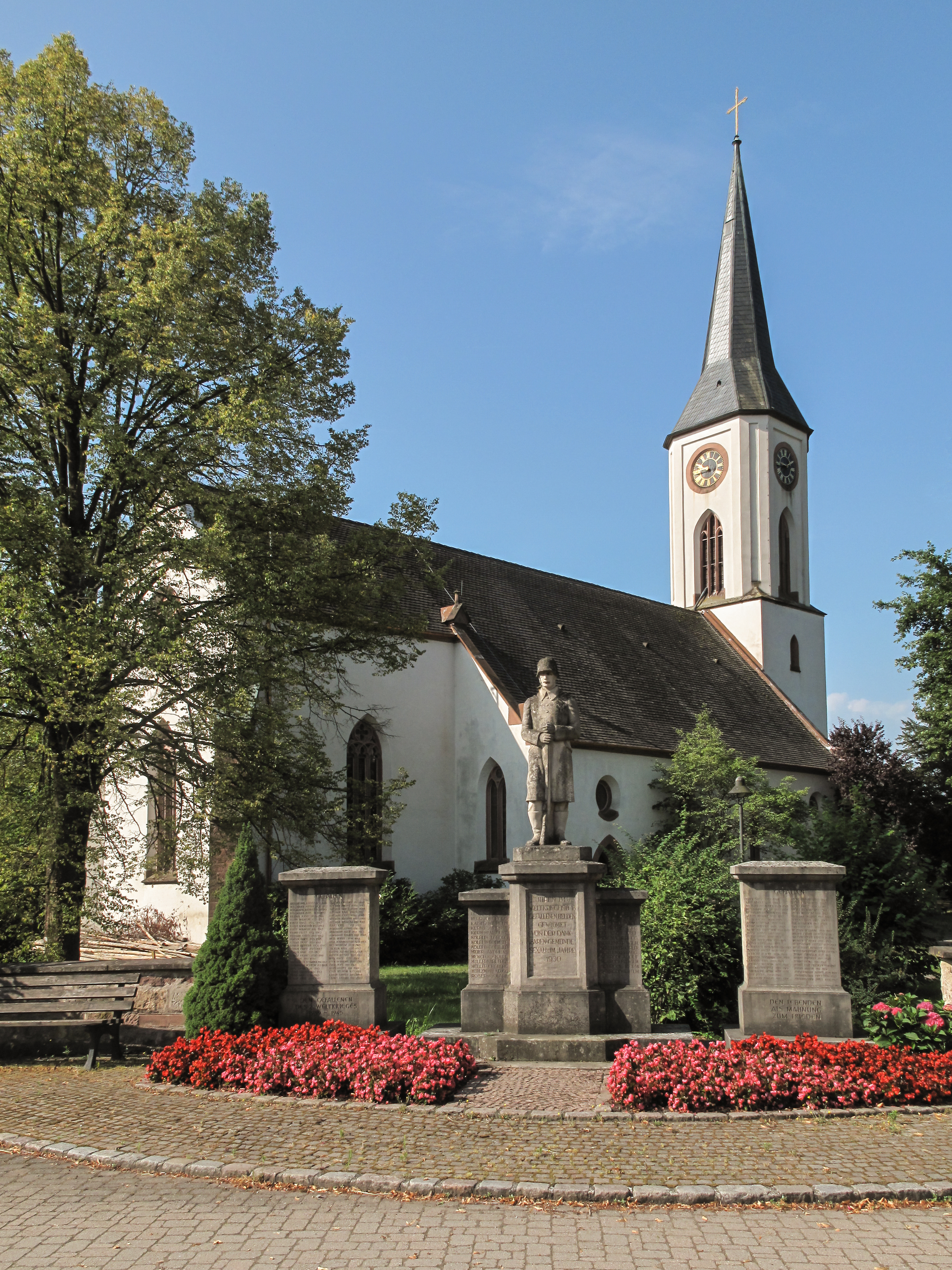
Nhà thờ die Dorfkirche

Sexau là một thị xã nằm ở huyện Emmendingen, bang Baden-Württemberg thuộc Đức. Đô thị này có diện tích 16,29 km², dân số thời điểm 31 tháng 12 năm 2020 là 3482 người.

## Thư viện ảnh

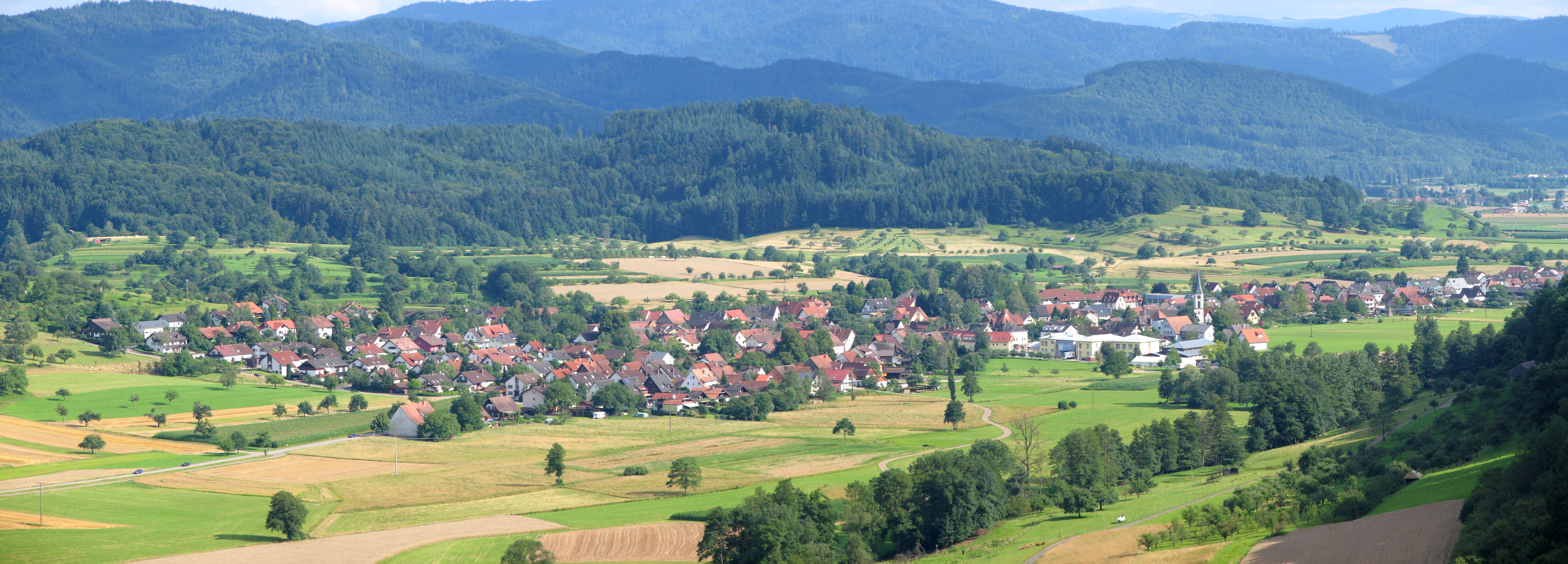
Quang cảnh Sexau nhìn từ lâu đài Hochburg